# Sandracottus hunteri
Sandracottus hunteri (лат.) — вид жуков из семейства плавунцов.

## Описание
Тело широкоовальное, блестящее, кирпичного цвета с черными пятнами. Длина тела 12,5-15,0 мм. Брюшная сторона полностью темно-коричневая до чёрной, ноги ржаво-красные или коричневато-желтые. Голова коричневато-желтая, задняя часть её и край глаза черные, блестящие. Поверхность головы покрыта очень мелкими густыми точками и более крупными, гораздо более редкими, особенно многочисленными на лбу. Усики коричневато-желтые. Переднеспинка с чёрным срединным пятном, идущим от заднего до переднего края. Надкрылья с рисунком, состоящим из трех чёрных поперечных полос: широкой антемедиальной, субапикальной и апикальной. Шов надкрылий с узким чёрным кантом и рядом чёрных точек. Ноги, особенно передние и средние, коричневато-желтые. Задние ноги ржаво-красные, коричневые или темно-коричневые. Отросток переднегруди короткий и широкий, в 1,7 раза длиннее своей ширины, закругленный на вершине и тонко, но отчетливо скульптурированный. Голени задних ног с многочисленными и густыми мелкими точками на базальной половине.

## Биология
Эвритопный вид, встречается в различного типа открытых и лесных биотопах: лужах, канавах и болотах, в руслах каменистых ручьев. Отмечено привлечение жуков светом.

## Распространение
Встречается в Индии, Непале, Китае, Южной Корее, Мьянме, Камбодже, Лаосе, Вьетнаме, Западной Малайзии, Индонезии.